# Řád křesťanského rytířstva

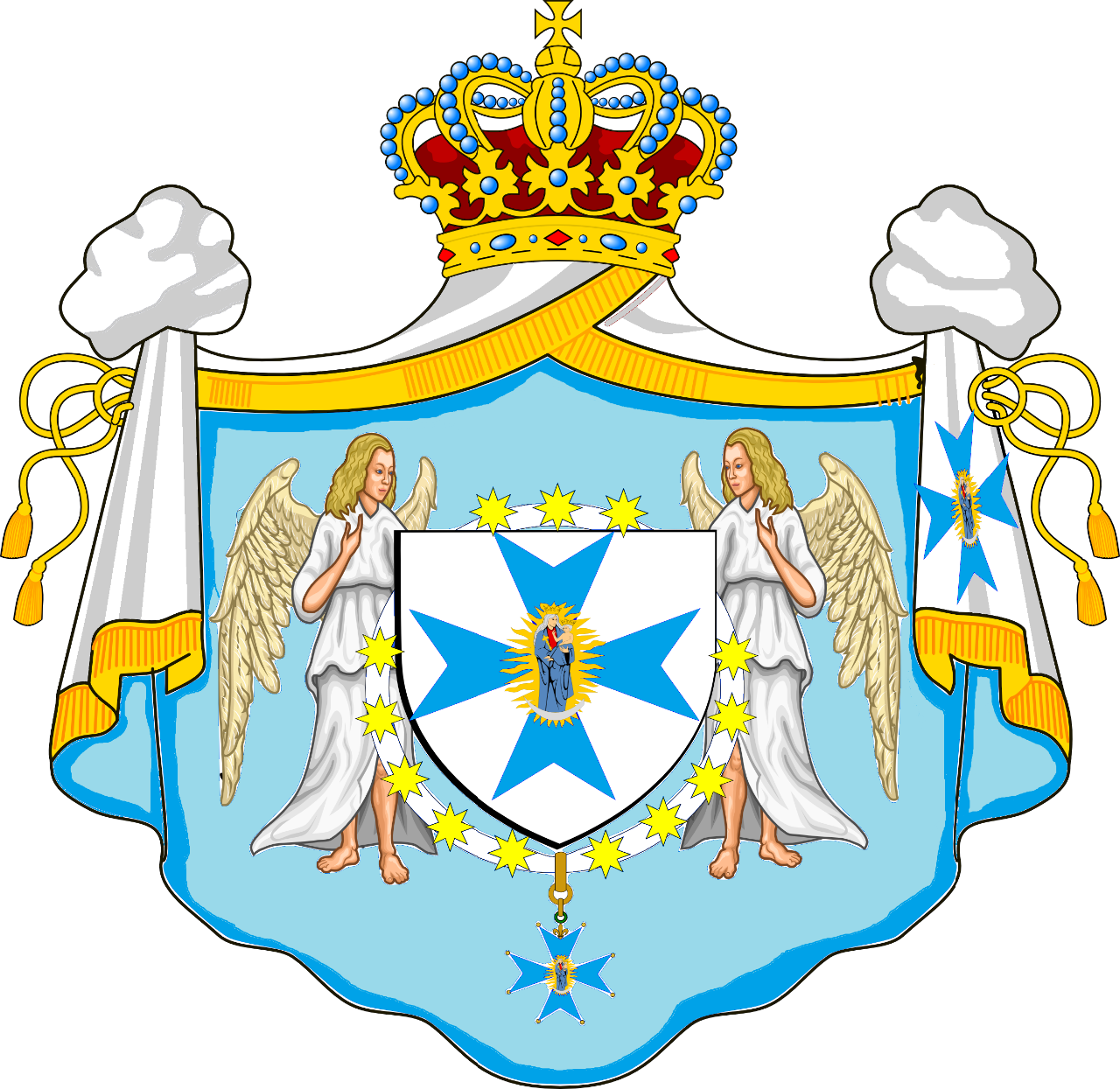
Řádový erb

Řád křesťanského rytířstva blahoslavené Panny Marie a svatého Michaela byl založen 17. listopadu 1618 v Olomouci. Při jeho založeni stáli tři muži a to Karel Gonzaga-Nevers, Adolf hrabě Althannu a Giovanni Battista Petrigniani.
Vznik řádu ovlivnila osmanská hrozba a náboženské rozpory uvnitř Evropy počátku 17. století. Původní myšlenka založit řád vzešla od mantovského vévody Ferdinanda I. Gonzagy, který také založil v roce 1612 v Mantově řád Ordine della Concezione della Beata Virgine sloužící k ochraně katolické církve na moři i na souši. Podobnou myšlenku měl také jeho příbuzný Karel Gonzaga-Nevers, vévoda z Mantovy, který také chtěl zoorganizovat křížovou výpravu proti islámskému nebezpečí z Osmanské říše. Podobný nápad měli také bratři Giovanni Battista a Pietro Petrigniani pochazejicí z matčiny strany z milanského rodu Sforza. Také oni založili organizaci s podobným posláním a to v italském městě Spello. Organizace se jmenovala Milizia Christiana Di Santa Maria Della Concezione Sotto Ľ Invocazione Di S. Michiele.

Stejný nápad měl i Michael Adolf hrabě z Altannu (1574–1636), luteránský konvertita, který po katolické konverzi přijal jméno Michael a měl archanděla Michaela ve velké úctě.

Na popud císaře Matyáše se sešel Karel Gonzaga-Nevers, Giovanni Battista Petrigniani a Adolf z Althannu. Dohodli se, že založí nový rytířský řád. Michael Adolf z Althannu navrhl za sídlo řádu Olomouc, hlavní město markrabství moravského. Tito tři muži se sešli v kapli kapucínského konventu pod patronátem P. Valeriána a zde sjednotili své názory a 17. listopadu 1618 zde založili nový Řád křesťanského rytířstva blahoslavené Panny Marie a svatého Michaela. Olomouc se nadále stala sídlem tohoto řádu. Řád byl císařem Matyášem potvrzen 20. března 1619 ve Vídni. Řád byl v roce 1624 potvrzen papežem Urbanem VIII.
Řád byl v roce 1624 potvrzen papežem Urbanem VIII. Řád se přesouvá do Francie a Itálie. Vzniká italská a francouzská větev řádu. Italská větev řádu sídlí v Mantově a později za své volí Neapol. Řád brzy zanikl a za zaniklý je dodnes považován. 